# Battus eracon
Battus eracon är en fjärilsart som först beskrevs av Frederick DuCane Godman och Osbert Salvin 1897.  Battus eracon ingår i släktet Battus och familjen riddarfjärilar. Inga underarter finns listade i Catalogue of Life.